# 파트리시아 몬테로
파트리시아 몬테로(Patricia Montero, 1988년 7월 15일 ~ )는 스페인의 배우, 모델이다.